# Daniel Ngamije
Daniel Ngamije ist ein ruandischer Arzt und ehemaliger Gesundheitsminister. Seit April 2023 ist er Direktor des Global Malaria Programme (GMP) der World Health Organisation (WHO).

## Ausbildung
Ngamije hat einen Bachelor-Abschluss in Medizin und Chirurgie von der Université de Kinshasa und einen Master of Medicine in Public Health von der Université Libre de Bruxelles.

## Karriere
Von 1995 bis 1997 arbeitete Ngamije als Arzt im Kabgayi Hospital. Von 2005 bis 2007 koordinierte er Ruandas nationales Malaria-Kontrollprogramm und von 2007 bis 2017 arbeitete er für das ruandische Gesundheitsministerium. Von 2018 bis 2019 arbeitete Ngamije als Beauftragter für Malaria und vernachlässigte Tropenkrankheiten (NTDs) im Länderbüro der World Health Organisation in Kigali. Im Februar 2020 wurde er nach dem Rücktritt von Diane Gashumba von Präsident Paul Kagame zum Gesundheitsminister Ruandas ernannt. Während seiner Amtszeit war Ngamije für die Entwicklung und Umsetzung eines Reaktionsplans zur COVID-19-Pandemie in Ruanda zuständig. Im November 2022 übernahm Sabin Nsanzimana das Amt des Gesundheitsministers. Ngamije wurde im April 2023 zum Direktor des Global Malaria Programme der WHO ernannt. Er ist Mitglied des Global Preparedness Monitoring Board (GPMB).